# F20 (영화)
《F20》은 2021년에 개봉한 대한민국의 영화이다.

## 캐스팅
- 장영남 : 애란 역
- 김정영 : 경화 역
- 김강민 : 도훈 역
- 이지하 : 변 집사 역
- 김미화 : 초코엄마 역
- 유서진 : 정원 역
- 유동훈 : 유찬 역
- 구지혜 : 인서 역
- 옥주리 : 원주댁 / 주민 1 역
- 김서연 : 보험고객 역
- 정민교 : 의사  역
- 신선희 : 강연자  역
- 구선미 : 옷가게직원  역
- 김선재 : 경비원  역
- 서현규 : 순경 1 역
- 고철순 : 순경 2 역
- 진미사 : 주민 2 역
- 최병준 : 주민 3 역
- 김용호 : 주민 4 역
- 김광섭 : 주민 5 역
- 김한상 : 정육점직원 역
- 지남혁 : 형사 1 역
- 김서원 : 형사 2 역
- 문보람 : 여교도관 역
- 정인기 : 동대표 역 (특별출연)